# Bitwa pod Bogucicami
Bitwa pod Bogucicami – bitwa stoczona 3 maja 1285 pod wsią Bogucice k. Bochni.
Zwycięstwo wojsk księcia Leszka Czarnego, wspieranych przez posiłki węgierskie króla Władysława IV (dowodzone przez Jerzego Baksę), nad wojskami księcia Konrada II. W staraniach o tron krakowski Konradowi II pomogli zbuntowani możni krakowscy. Wśród których byli: Janusz Starża i biskup Paweł z Przemankowa. W konsekwencji Konrad musiał powrócić na Mazowsze, a buntownicy ponieśli karę.